# 内灘町立鶴ヶ丘小学校
内灘町立鶴ヶ丘小学校（うちなだちょうりつつるがおかしょうがっこう）は、石川県内灘町にある町立小学校。

## 沿革
- 1873年3月 - 大根布小学校として創立。
- 1875年4月 - 大根布小学校廃止し、向粟ヶ崎小学校大根布分校となる
- 1877年
  - 4月 - 簡易科大根布小学校となり、西荒屋は独立校になる
  - 11月 - 大根布小学校として独立校となる
- 1882年4月 - 又新小学校に改称
- 1885年2月 - 大根布小学校に改称。　西荒屋小学校は当校分校になる
- 1892年4月 - 内灘村が発足。　大根布尋常小学校と改称
- 1936年5月 - 西荒屋分教場が西荒屋尋常小学校（内灘町立西荒屋小学校）として独立
- 1941年4月 - 大根布国民学校と改称
- 1947年4月 - 内灘村立大根布小学校と改称。中学校併設。向粟崎分教場が向粟崎小学校として独立
- 1961年9月 - 中学校が新校舎に移転する
- 1962年1月 - 町制施行により内灘町立大根布小学校となる
- 1965年9月15日 - 9月15日は本校の創立記念日と定め、学校が休みとなる。
- 1970年7月 - 校舎新築落成
- 1975年4月 - 内灘町立大根布南小学校、内灘町立大根布東小学校（内灘町立大根布小学校）に分離する。旧大根布小学校校舎を大根布南小学校が引き継ぐ。
- 1979年4月 - 文部省の「体力つくり」推進校に指定
- 1986年4月 - ハマナス分校開校[1]
- 1995年4月 - 内灘町立鶴ケ丘小学校と改称、校章、校歌制定
- 2024年1月 - 1日夕方に発生した「令和6年能登半島地震」により、本校を含む内灘町内の学校が9日から12日まで、臨時休校の措置を採る[2]。